# Younès Kaboul
Younes Kaboul (Saint-Julien-en-Genevois, 1986. január 4. –) marokkói származású francia labdarúgó, jelenleg az angol Watford, és a francia U21-es válogatott játékosa. A védelem közepén és a középpályán egyaránt bevethető.

## Pályafutása

### Auxerre
A 190 centis védő az Auxerre csapatánál kezdte pályafutását, 19 évesen már állandó tagja volt a klubnak. 2005-ben Francia kupát nyert, és játszott az UEFA-kupában is. 2006 novemberében több klub is érdeklődött iránta, úgy mint az A.S. Roma és az Internazionale, de lehetséges volt egy átigazolás a Rangers-hez is.

### Tottenham Hotspur
Kaboul 2007. július 5-én szerződött a Tottenham-hez 7 millió fontért. Első mérkőzését a St. Patrick's Athletic ellen játszotta 2007. július 12-én. 
A Premiershipben máris az első játéknapon debütált a Sunderland ellen. Első gólját a Fulham ellen szerezte 2007. szeptember 1-jén. Első UEFA-kupa mérkőzésén, 2007. szeptember 20-án máris gólt szerzett. 2007. október 1-jén, a klub fennállásának 125. évfordulóján az Aston Villa elleni emlékmeccsen egyenlítő gólt lőtt, amivel csapatának pontot mentett.

### Portsmouth
2008. augusztus 11-én csatlakozott a Portsmouth-hoz. Négyéves szerződést írt alá, miután elutasította a Sunderland és az Aston Villa ajánlatát is. A csapatban a 3-as számú mezt kapta. Ezután a Watfordba igazolt ahol 2018 őszén szerződést bontott csapatával.

### Válogatottsága
Kaboul először a francia U19-es, majd 2006-tól az U21-es válogatott tagja. Számos alkalommal volt csapatkapitány is.

## Sikerei, díjai
```
Auxerre
```

- Coupe de France: 2004-05

```
Tottenham Hotspur
```

- Angol Ligakupa: 2007-08

## Statisztika
Frissítve: 2008. március 1.
| Csapat            | Szezon | Bajnokság | Bajnokság | Kupa    | Kupa  | UEFA    | UEFA  | Összesen | Összesen |
| Csapat            | Szezon | Meccsek   | Gólok     | Meccsek | Gólok | Meccsek | Gólok | Meccsek  | Gólok    |
| ----------------- | ------ | --------- | --------- | ------- | ----- | ------- | ----- | -------- | -------- |
| Tottenham Hotspur | 07-08  | 21        | 3         | 5       | 0     | 3       | 1     | 29       | 4        |
| Össz.             |        | 21        | 3         | 5       | 0     | 3       | 1     | 29       | 4        |
| Összesen          |        | 21        | 3         | 5       | 0     | 3       | 1     | 29       | 4        |